# Bengasi
Bengasi (AFI: /benˈɡazi/; in arabo بنغازي‎?, Banghāzī ) è una città e un porto della Libia, secondo centro più popoloso dello stato e maggiore centro della Cirenaica. L'attuale nome deriva da quello di un benefattore della città chiamato Ghazi o “Sidi Ghazi” che morì circa nel 1450. Alla città fu dato il nome di "Bani Ghazi", ossia abitata dai "figli di Ghazi". La popolazione nel censimento del 1995 era di 500120 abitanti, nel 2004 di 660147. 
Nel febbraio 2011 le truppe fedeli al dittatore libico Muammar Gheddafi, dopo giorni di sanguinosi scontri con la popolazione, furono costrette a lasciare la città. Il 26 febbraio entrò in carica un Consiglio Nazionale Libico, creato dalle forze che si opponevano al potere più che quarantennale del raìs Gheddafi. Il 29 agosto 2011 il Consiglio Nazionale Libico spostò la sede principale da Bengasi alla capitale Tripoli dopo averla liberata completamente dalle ultime sacche di resistenza fedeli all'ex raìs.

## Storia
La moderna Bengasi, sul golfo della Sirte, è situata poco più a sud del sito dell'antica città greca di Berenice. 
Secondo la leggenda fu fondata nel 446 a.C. con il nome di Euesperide dal fratello del re di Cirene, ma assunse il suo nome di Berenice solo quando, nel III secolo a.C. fu ricostruita da Berenice (Berenike), la figlia di Magas, re di Cirene, e moglie di Tolomeo III Evergete, faraone d'Egitto. 
In seguito, alla città fu dato anche il nome di Hesperides, riferendosi alle Esperidi, guardiane del paradiso ad occidente. La città soppiantò Cirene e Barca come capitale della Cirenaica dopo il III secolo a.C. e durante le guerre puniche, ma quando fu sottomessa nel 642-643 dagli Arabi (che dettero alla regione cirenaica e alla cittadina che ora si chiama Marj il nome di Barqa), essa assunse la forma d'un villaggio insignificante cresciuto su maestose rovine.

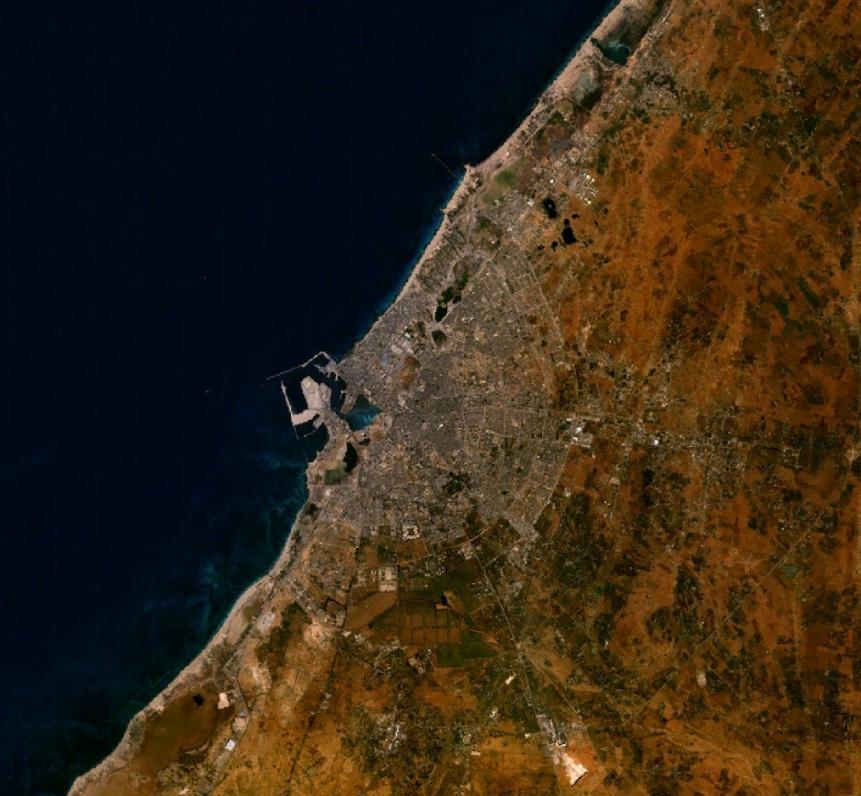
Bengasi vista dal satellite

Nel 1578 i Turchi ottomani invasero Bengasi. Pur parte dell'Impero ottomano (che nominava un governatore che da Tripoli amministrò sempre più nominalmente la zona tripolitana e cirenaica), dal 1711 al 1835 la città fu retta in piena autonomia dalla dinastia dei Karamanli, per poi tornare alla loro caduta sotto il diretto controllo della Sublime porta. Sotto gli Ottomani, levantini, maltesi, greci ed ebrei formavano la borghesia commerciale, turchi, arabi e berberi la classe politica, e i neri africani fungevano da manovali e domestici. La città era un fiorente porto per la tratta degli schiavi verso i mercati arabi, finché i consoli europei non si mossero per la sua abolizione poco dopo la prima guerra mondiale. Nel primo decennio del XX secolo Bengasi era una delle province più povere dell'Impero ottomano. Non aveva strade asfaltate ne servizi telegrafici e il porto poco funzionante. Pescatori di spugne greci e italiani lavoravano attorno alla costa di Bengasi. Nel 1858 e nel 1874 Bengasi fu flagellata da epidemie di peste bubbonica.
A seguito della guerra italo-turca del 1911 voluta dal Governo italiano presieduto da Giovanni Giolitti, la città, assieme alla regione cirenaica, fu annessa al Regno d'Italia assieme alle regioni della Tripolitania. Nel 1912 la Turchia, sconfitta, fu costretta a riconoscere la sovranità dell'Italia e a ritirare le sue truppe. 
L'insediamento italiano, tuttavia, si scontrò con una forte resistenza locale culminata, nel 1923, nella rivolta dei seguaci del maggior esponente della confraternita della Senussiyya. Nella primavera del 1922 fu intrapresa una sistematica occupazione del territorio e in seguito fu avviata una campagna di colonizzazione che portò migliaia di italiani a insediarsi in Libia. 
Solo nel 1931 le truppe coloniali ebbero la meglio sulla resistenza libica anche nei territori interni, dopo aver giustiziato il loro capo Omar al-Mukhtar. 
Dalla fine di agosto del 1942 fu comandante militare di Bengasi il generale di artiglieria Camillo Zarri; inoltre Bengasi era sede del Comando del 15º Stormo della Regia Aeronautica.
Duramente bombardata durante la seconda guerra mondiale, e poi dagli Stati Uniti d'America nel 1986. Nel settembre 1995, in un duro scontro tra la polizia e attivisti islamici, furono arrestati migliaia di persone inclusi molti immigrati sudanesi.
Alla fine degli anni novanta all'Ospedale pediatrico di Bengasi più di 400 pazienti furono infettati dal virus dell'HIV. La Libia accusò dello scandalo delle infermiere bulgare e un medico palestinese, arrestandoli e condannandoli a morte. Tuttavia il caso rimase aperto fino al luglio 2007, quando le infermiere sono state graziate ed hanno fatto rientro in Bulgaria.
A Bengasi e nella regione orientale della Libia risiedono tuttora poche decine di italiani. L'unica rappresentanza diplomatica formale (vale a dire non onoraria) di un paese occidentale nel 2005, era il Consolato generale d'Italia a Bengasi. In seguito alla provocazione sulle vignette blasfeme su Maometto da parte del ministro delle Riforme italiano Roberto Calderoli il 17 febbraio 2006 migliaia di manifestanti hanno cercato d'assaltare la sede diplomatica e la polizia libica nel tentativo di difenderla ha ucciso 11 persone. I dipendenti del Consolato sono stati trasferiti all'Ambasciata a Tripoli e il 18 febbraio il Consolato è stato saccheggiato e reso inservibile. Gli 11 morti sono stati dichiarati martiri. Il 5 marzo 2007, in un discorso davanti al Congresso generale del Popolo (il Parlamento libico), il colonnello Gheddafi ha affermato che l'assalto al Consolato era da attribuire al rancore del popolo libico accumulatosi nel tempo contro gli italiani, colpevoli di non aver ancora risarcito i danni provocati durante la colonizzazione e la guerra in Libia.
Il 19 aprile 2011 il Consolato Generale italiano a Bengasi è stato ufficialmente riaperto ed è stato inaugurato dal Ministro degli Esteri Franco Frattini il 31 maggio 2011. Già il 10 aprile 2011, il Comitato delle Vittime del 17 febbraio 2006 aveva restituito al Console Generale d'Italia, Guido De Sanctis, inviato nella città sin dal 9 marzo, una bandiera italiana, simbolo del vessillo strappato nel 2006, confermando il rammarico della popolazione bengasina per quanto accaduto cinque anni prima, definendolo come opera del Regime di Gheddafi e non manifestazione del rancore libico verso l'Italia.

### Prima guerra civile libica
Nel febbraio del 2011 sulla scia delle rivolte che prima in Tunisia, e poi nel vicino Egitto, avevano portato alla caduta i regimi di Ben Ali e Hosni Mubarak, anche a Bengasi, storico centro della resistenza anti-Gheddafi, sono scoppiati tumulti contro il dittatore libico. Le forze governative, aiutate da mercenari assoldati per l'occasione, hanno represso violentemente le proteste provocando circa 200 vittime. Tuttavia il 21 febbraio la popolazione, armata dai militari che si erano rifiutati di sparare sulla folla, riuscì a cacciare da Bengasi le milizie governative. Tre giorni dopo la città venne dotata di una propria amministrazione, garante dell'ordine pubblico, e di un proprio corpo di difesa. Il 26 febbraio vi venne istituito il Consiglio Nazionale Libico, presieduto dall'ex ministro della giustizia Mustafa Abd al-Jalil.
L'11 settembre 2012 l'Ufficio diplomatico degli Stati Uniti, presso il quale si trovava in visita l'Ambasciatore statunitense in Libia, John Christopher Stevens, fu attaccato e ne seguì uno scontro a fuoco. Il personale di sicurezza statunitense subì due perdite, mentre l'Ambasciatore ed un altro funzionario (quest'ultimo si chiamava Sean Smith, anche conosciuto come Vile Rat) furono trovati in gravissime condizioni dopo alcune ore, e non fu possibile salvarli.
Il 12 gennaio 2013 un piccolo gruppo aprì il fuoco contro l'auto sulla quale viaggiava il Console Generale italiano, Guido De Sanctis, il quale rimase illeso grazie alla vettura blindata.

### Seconda guerra civile libica
Nel 2014 la città di Bengasi è stata occupata dalle milizie islamiste del Concilio della Shura, parte di Ansar al-Shari'a, e dal gruppo terroristico Wilayat Barqa, affiliato all'ISIS. 
L'Esercito Nazionale Libico (LNA) del maresciallo Haftar a partire dagli ultimi mesi del 2016 ha ripetutamente bombardato i quartieri costieri di Suq Al-Hout ("mercato del pesce") e al-Sabri, in mano agli islamisti, mettendo in fuga i militanti del gruppo terroristico Wilayat Barqa nel gennaio 2017 e portando il Concilio della Shura alla dissoluzione nel maggio 2017. Dopo essere entrato in giugno nella storica piazza Tahrir da cui era partita la rivoluzione del 17 febbraio contro Gheddafi, il generale Haftar ha dichiarato la città totalmente liberata dagli islamisti il 5 luglio 2017, sebbene gli ultimi combattenti, trincerati nella zona di Sidi Akribesh, sono stati costretti alla resa soltanto in dicembre.

## Cultura
L'Università di Bengasi, chiamata Gāryūnis (in arabo قاريونس‎?, Qāryūnis), fu fondata nel 1955, ed è la prima università libica.
La Libyan International Medical University fu fondata nel 2007, come università privata.